# Övre Bleriken (Vilhelmina socken, Lappland, 723107-148206)
Övre Bleriken är en sjö i Vilhelmina kommun i Lappland och ingår i Ångermanälvens huvudavrinningsområde. Sjön har en area på 1,01 kvadratkilometer och ligger 758 meter över havet. Övre Bleriken ligger i Marsfjället Natura 2000-område. Sjön avvattnas av vattendraget Rissjöbäcken.

## Delavrinningsområde
Övre Bleriken ingår i det delavrinningsområde (722988-148052) som SMHI kallar för Utloppet av Övre Bleriken. Medelhöjden är 913 meter över havet och ytan är 13,19 kvadratkilometer. Räknas de 2 avrinningsområdena uppströms in blir den ackumulerade arean 25,24 kvadratkilometer. Rissjöbäcken som avvattnar avrinningsområdet har biflödesordning 3, vilket innebär att vattnet flödar genom totalt 3 vattendrag innan det når havet efter 424 kilometer. Avrinningsområdet består mestadels av kalfjäll (83 procent). Avrinningsområdet har 1,02 kvadratkilometer vattenytor vilket ger det en sjöprocent på 7,7 procent.